# 난조 (새)

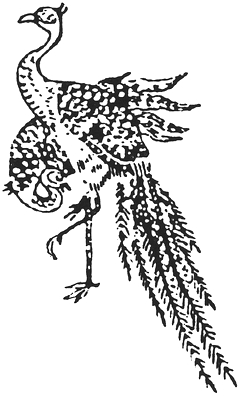
화한삼재도회의 난조

난조(鸞鳥)는 금계와 비슷한 새이며 중국 전설에 등장한다. 난새라고도 한다. 실제의 조류 케찰의 줄무늬 외관이 이 새의 특징과 일치한다는 주장이 있다. 서양 학자들은 이 새를 봉황과 혼동하기도 한다.

## 같이 보기
- 봉황
- 불사조